# Bannes (Mayenne)
Bannes is een gemeente in het Franse departement Mayenne (regio Pays de la Loire) en telt 118 inwoners (1999). De plaats maakt deel uit van het arrondissement Château-Gontier.

## Geografie
De oppervlakte van Bannes bedraagt 8,2 km², de bevolkingsdichtheid is 14,4 inwoners per km².
De onderstaande kaart toont de ligging van Bannes (Mayenne) met de belangrijkste infrastructuur en aangrenzende gemeenten.

## Demografie
Onderstaande figuur toont het verloop van het inwonertal (bron: INSEE-tellingen).